# Szczelina w Ratuszu Miętusim
Szczelina w Ratuszu Miętusim – jaskinia w Dolinie Miętusiej w Tatrach Zachodnich. Wejście do niej znajduje się w Wielkiej Świstówce u podnóża zachodniej ściany Ratusza Litworowego, na wysokości 1425 m n.p.m. Długość jaskini wynosi 14 metrów, a jej deniwelacja 12 metrów.

W pobliżu znajdują się jaskinie: Komin w Ratuszu, Bliźniaczy Komin i Dziura pod Ratuszem.

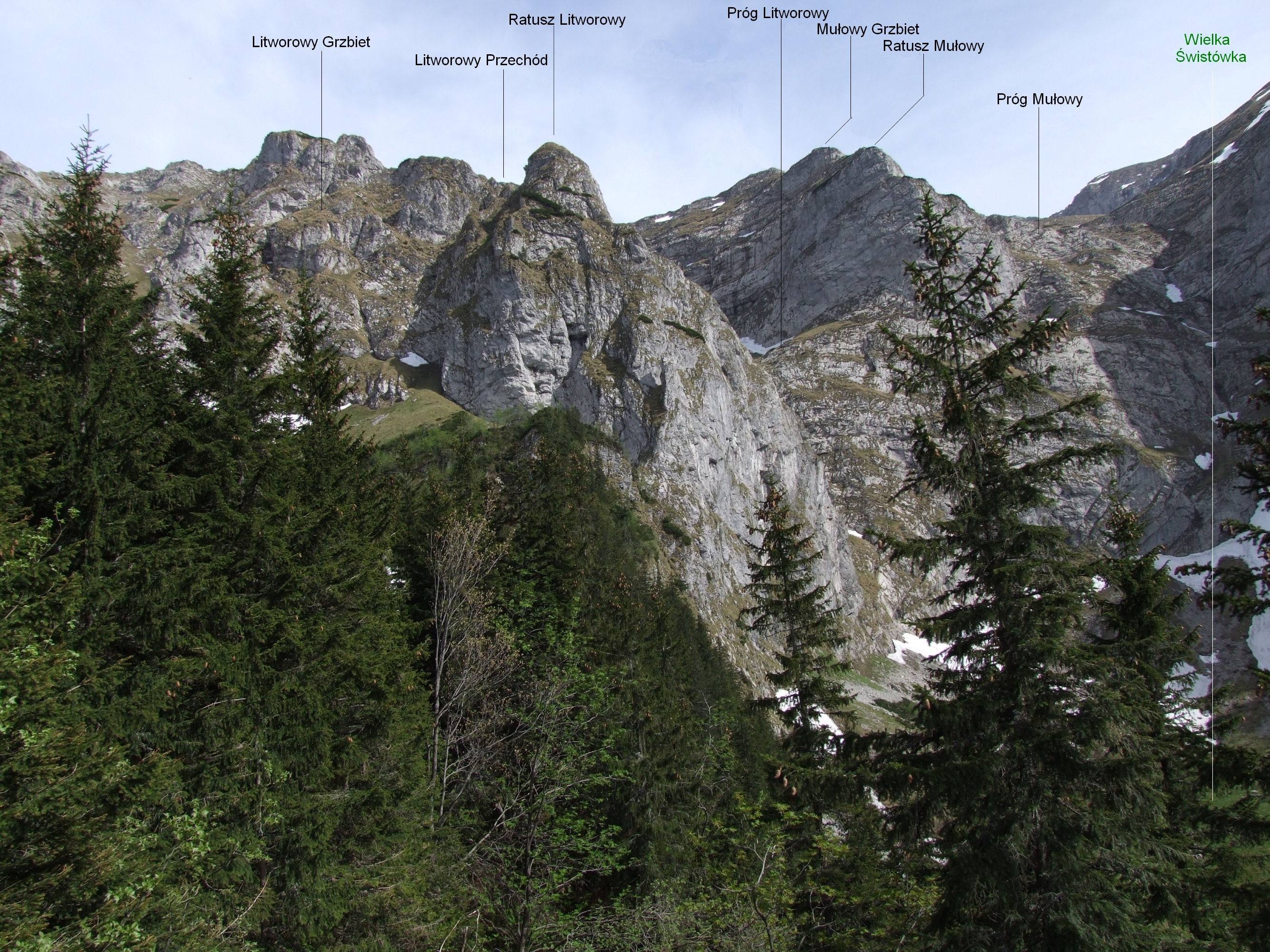
Na wprost Ratusz Litworowy

## Opis jaskini
Jaskinię stanowi wąski komin zaczynający się zaraz za małym, szczelinowym otworem wejściowym, a kończący szczeliną nie do przejścia.

## Przyroda
W jaskini brak jest nacieków. Ściany są mokre, rosną na nich mchy i porosty.

## Historia odkryć
Jaskinię odkryli S. Wójcik i K. Sochacki w maju 1959 roku.